# Hondsdijkse Molen
De Hondsdijkse Molen is een poldermolen aan de Dorpsstraat in Koudekerk aan den Rijn in de Nederlandse gemeente Alphen aan den Rijn. De molen is in 1693 geplaatst ter vervanging van een uitgebrande wipmolen. Hij is afkomstig uit Leiden, waar hij een kleine vijftig jaar eerder aan de Slagsloot was gebouwd.
De Hondsdijkse Molen heeft tot 1959 de Hondsdijkse Polder op windkracht bemalen en is sinds 1966 eigendom van Rijnlandse Molenstichting, die hem heeft laten restaureren. Bij deze zeer langdurige restauratie die in 1981 gereedkwam is de molen weer teruggebouwd tot binnenkruier. Daarmee is de Hondsdijkse Molen de enige bestaande Nederlandse achtkante binnenkruier buiten de provinvie Noord-Holland geworden.
De molen, die is aangewezen als reservegemaal, wordt bewoond en is niet te bezoeken.